# Patreliura lacteinota
Patreliura lacteinota är en fjärilsart som beskrevs av Butler 1876. Patreliura lacteinota ingår i släktet Patreliura och familjen björnspinnare. Inga underarter finns listade i Catalogue of Life.